# 阿曾村邦昭
阿曾村 邦昭（あそむら くにあき, 1935年‐）は、日本の外交官 。書籍等の著者名では「阿曽村 邦昭」と表記されている。

## 経歴
1935年 秋田市生まれ。東京大学農業経済学科及び米国アマースト大学政治学科各卒業。
外務省に入り、1988年に在ベトナム、1991年に在チェコスロバキア（1993年チェコに改称）、1994年に在ベネズエラ各特命全権大使を歴任した。
その後、富士銀行顧問、麗澤大学外国語学部客員教授、吉備国際大学大学院国際協力研究科科長（主任教授）、ノースアジア大学法学部教授、日本紛争予防センター所長、ジャパン・プラットフォームＮＧＯユニット理事、（社）ラテンアメリカ協会理事、（株）インターナショナル映画社取締役会長を経て、（岡山県）公設国際貢献大学校教授、日本教育再生機構代表委員、認定NPO法人「難民を助ける会」顧問、「メコン地域研究会」会長を務めた。
専門は、政治学、開発経済学。特に開発経済関係の論考多数。

## 著訳書
以下，CiNii調べ。
- 『文化観光論：理論と事例研究』メラニー K.スミス, マイク ロビンソン編 ; 阿曽村邦昭, 阿曽村智子訳, 古今書院, 2009年。
- 『宗教と開発：対立か協力か？』ジェフリー・ハインズ著 ; 阿曽村邦昭, 阿曽村智子訳，麗澤大学出版会, 2010年。
- 『発展途上世界の観光と開発』D.J.テルファー, R.シャープリー著 ; 阿曽村邦昭, 鏡武訳，古今書院，2011年。
- 『紛争と開発』（日本国際フォーラム叢書）ロジャー・マクギンティー, アンドリュー・ウィリアムス著 ; 阿曽村邦昭訳，たちばな出版, 2012年。
- 『メコン地域経済開発論』梁瑞華, ビンガム, デイヴィス編著 ; 阿曽村邦昭訳・注，古今書院，2012年。
- 『ベトナム : 国家と民族（上巻, 下巻）』阿曽村邦昭編著，古今書院 2013年。
- 『ミャンマー：国家と民族』阿曽村邦昭, 奥平龍二編著，古今書院 2016年。
- 『タイの近代化：その成果と問題点』阿曽村邦昭編著, 文眞堂 2021年。
- 『カンボジアの近代化：その成果と問題点』阿曽村邦昭編著，文眞堂 2023年。